# Мейнард (епископ Санта Руфина)
Мейнард (Mainardo, также известный как Maginardo, Maynard, Mainardus, Mainard) — католический церковный деятель XI века.
Принял обет бенедиктинцев в аббатстве Монтекассино. Возведён в ранг кардиналов-священников папой Александром II в 1049 году. В 1058 году послан легатом в Константинополь вместе с Этьеном де Клюни. 16 мая 1068 года стал кардиналом-епископом Санта-Руфино.